# MenG Optimo
MenG Optimo is een Nederlandse handbalvereniging uit het Limburgse Gulpen. De club is opgericht in 2005 uit een fusie tussen HV Gulpen uit Gulpen en MVC uit Mechelen.
In het seizoen 2018/2019 degradeerde het eerste herenteam van de eerste klasse naar de laagste klasse in Limburg (tweede klasse), waar het sindsdien nog speelt.